# Domvallier
Domvallier é uma comuna francesa na região administrativa de Grande Leste, no departamento de Vosges. Estende-se por uma área de 3,24 km². Em 2010 a comuna tinha 111 habitantes (densidade: 34,3 hab./km²).